# Coyote (véhicule)
Pour les articles homonymes, voir Coyote (homonymie).
Le Coyote est un véhicule de reconnaissance blindé utilisé par l'Armée canadienne. Il est utilisé pour des tâches de reconnaissance et de surveillance.
Le véhicule de reconnaissance Coyote est une voiture blindée construite par General Dynamics Land Systems Canada pour les Forces canadiennes, pour le rôle de reconnaissance légère (éclaireur). Il a également été initialement utilisé dans le rôle de l'entraîneur de char moyen dans les escadrons de cavalerie blindée de la même manière que l'AVGP (véhicule blindé polyvalent) qu'il a remplacé. Son design à huit roues est une version homologuée du Swiss MOWAG Piranha 8x8. En service depuis 1996, le Coyote est une génération postérieure de l'AVGP canadien à six roues, également développé à partir du Piranha. Il est d'une famille similaire et de la même génération que le Bison APC, le LAV-25 de l’USMC et l'ASLAV australien.

## Armement
Les Coyotes disposent d'un canon à chaîne M242 Bushmaster de 25 × 137 mm et deux mitrailleuses universelles C6 de 7,62 × 51 mm. Une des mitrailleuses est montée coaxialement au canon principal tandis que l'autre est montée à l'avant de l'écoutille du commandant d'équipage. Le canon principal est équipé de deux munitions qui permettent des effets d'armes distincts, sélectionnables par le tireur / chef d'équipage. La charge standard est une ceinture de projectiles de sabot perforants et une ceinture d'obus explosifs / de fragmentation HE-T. Le pistolet principal et la mitrailleuse coaxiale sont stabilisés sur 2 axes. La tourelle est équipée d'un télémètre laser, mais pas d'ordinateur balistique. Les corrections d'élévation et de dérive sont appliquées manuellement par le tireur en utilisant des réticules multi-stades dans les viseurs de jour, d'intensification thermique et d'intensification d'image. La tourelle est également équipée de déchargeurs de grenades qui peuvent être chargés de fumée et de grenades à fragmentation.

## Mobilité
Le Coyote est propulsé par un moteur Detroit Diesel 6V53T développant 400 chevaux (300 kW) et pouvant atteindre une vitesse de 100 kilomètres par heure (sur route). Le coyote a une portée maximale de route de 660 kilomètres (410 mi). Le Coyote utilise une roue plus grande qu'initialement utilisée sur le Bison et l'AVGP (ces véhicules ont ensuite été rééquipés avec cette roue). Comparé à la famille de véhicules LAV-III, le Coyote est physiquement plus petit, utilise des roues et des pneus plus petits, a un profil de nez «pointu» plutôt que «arrondi» et une trappe ovale plus petite. Comme le LAV-III, le Coyote peut être équipé de panneaux de blindage en céramique supplémentaires pour une protection accrue. Le Coyote peut être transporté dans un avion de transport Hercules C-130, mais ses tourelles doivent être retirées préalablement.

## Variantes
Coyote du 12e Régiment blindé du Canada. Les Coyotes existent en trois variantes : Command, Mast et Remote. Les variantes Mast et Remote disposent d'une suite sophistiquée d'équipements de surveillance électronique comprenant des dispositifs de vision nocturne par radar, vidéo et infrarouge. La variante de mât a cet équipement monté sur un mât télescopique de 10 mètres qui peut être étendu pour sortir la suite de surveillance de derrière le couvercle. La version à distance du Coyote a sa suite de surveillance montée sur deux trépieds courts, que l'équipage peut déployer à distance en utilisant une bobine de câble de 200 mètres.Lors de sa première acquisition, le Coyote a été désigné pour servir à la fois à la Force régulière et à la Force de réserve, les variantes du Mast étant réservées aux unités régulières et aux télécommandes désignées pour les réserves. Peu de temps après avoir pris livraison des véhicules, mais avant d'être affectés aux unités de la Réserve, tous les Coyotes ont été réaffectés à la Force régulière.